# Wołożyn (gmina)
Wołożyn – dawna gmina wiejska istniejąca do 1939 roku w województwie nowogródzkim w Polsce (obecnie na Białorusi). Siedzibą gminy był Wołożyn (2630 mieszk. w 1921 roku), który stanowił odrębną gminę miejską.
Początkowo gmina należała do powiatu oszmiańskiego. 12 grudnia 1920 r. została przyłączona do nowo utworzonego powiatu wołożyńskiego pod Zarządem Terenów Przyfrontowych i Etapowych. 19 lutego 1921 r. wraz z całym powiatem weszła w skład nowo utworzonego województwa nowogródzkiego.
21 maja 1929 z gminy Wołożyn wyłączono Wołożyn (łącznie z folwarkiem Wołożyn o obszarze 45 ha i osiedlami Bondary, Kielewicze, Jewłasze i Ponizie), tworząc z niego odrębną gminę mejską. 
Po wojnie obszar gminy Wołożyn został odłączony od Polski i włączony do Białoruskiej SRR.